# Фулль-Роєнталь
Фулль-Роєнталь (нім. Full-Reuenthal) — громада  в Швейцарії в кантоні Ааргау, округ Цурцах.

## Географія
Громада розташована на відстані близько 95 км на північний схід від Берна, 28 км на північний схід від Аарау.
Фулль-Роєнталь має площу 4,8 км², з яких на 13,6% дозволяється будівництво (житлове та будівництво доріг), 53,5% використовуються в сільськогосподарських цілях, 22,2% зайнято лісами, 10,7% не є продуктивними (річки, льодовики або гори).

## Демографія
2019 року в громаді мешкало 880 осіб (+9,2% порівняно з 2010 роком), іноземців було 17,8%. Густота населення становила 183 осіб/км².
За віковим діапазоном населення розподілялося таким чином: 23,4% — особи молодші 20 років, 58,6% — особи у віці 20—64 років, 18% — особи у віці 65 років та старші. Було 353 помешкань (у середньому 2,5 особи в помешканні).
Із загальної кількості 153 працюючих 54 було зайнятих в первинному секторі, 17 — в обробній промисловості, 82 — в галузі послуг.